# Club Patí Taradell
El Club Patí Taradell es un club de hockey sobre patines de la localidad barcelonesa de Taradell. Fue fundado en junio de 1977 y actualmente milita en la OK Liga Plata.

## Historia
Su primer equipo logró el ascenso a la 1ª División estatal en la temporada 2006-07, a falta de tres jornadas para finalizar el campeonato. En la temporada anterior 2005-06 se le escapó el ascenso en la última jornada ante el Roda. El club ya había militado en esta categoría en las temporadas 1978-79 y 1981-82.
En la temporada 2016-17 consigue el ascenso a la división de plata, logrando finalmente acabar en quinta posición en la campaña 2017-18. En la temporada siguiente consigue de nuevo el ascenso, esta vez a la OK Liga, la máxima división del hockey estatal, por primera vez en su historia.
Tras dos temporadas en la OK Liga, su decimotercer puesto en la clasificación de la temporada 2020-21 aboca al equipo al descenso a la OK Liga Plata.

## Resultados por temporada
Nota aclaratoria:
|  | Temporada culminada con ascenso a categoría superior |

|  | Temporada culminada con descenso a categoría inferior |

| Temporada | Categoría | División               | Posición | Copa del Rey | Liga Europea/Copa de la CERS |
| --------- | --------- | ---------------------- | -------- | ------------ | ---------------------------- |
| 2013–14   | 3         | Liga Nacional Catalana | 2.º      |              |                              |
| 2014–15   | 3         | Liga Nacional Catalana | 4.º      |              |                              |
| 2015–16   | 3         | Liga Nacional Catalana | 4.º      |              |                              |
| 2016–17   | 3         | Liga Nacional Catalana | 1.º      |              |                              |
| 2017–18   | 2         | 1ª División            | 5.º      |              |                              |
| 2018–19   | 2         | OK Liga Plata          | 2.º      |              |                              |
| 2019–20   | 1         | OK Liga                | 12.º     |              |                              |
| 2020–21   | 1         | OK Liga                | 13.º     |              |                              |
| 2021–22   | 2         | OK Liga Plata          | 4.º      |              |                              |

## Palmarés
- 1 Subcampeonato Ok Lliga Plata y ascenso a OK Lliga (2018-19)
- 1 Campeonato de 1ª Nacional Catalana y ascenso a 1ª División (2006-07)
- 1 Campeonato de la Supercopa Catalana (2017)[4]